# Christian Kjellvander
Christian Kjellvander (* 13. Mai 1976) ist ein schwedischer Singer-Songwriter.

## Geschichte
Vor Beginn seiner Solokarriere spielte Kjellvander Gitarre in der Alternative-Country Band Loosegoats, mit der er bis 2001 einige Alben veröffentlichte. 2012 erschien nach 11 Jahren ein neues Album der Band. Bereits im Jahre 2000 nahm Kjellvander zusammen mit seinem Bruder Gustaf unter dem Namen Songs of Soil das Album The Painted Trees of Ghostwood auf. Die nächsten Jahre tourte er mit seiner Band durch Schweden und Skandinavien und ging zusammen mit The Cardigans auf Tour in den USA. Seither veröffentlicht Kjellvander regelmäßig Soloalben, mit denen er auch in den schwedischen Albumcharts erfolgreich ist.

## Diskografie
Alben
- Songs from a Two-Room Chapel (2002)
- Introducing the Past (2003)
- Faya (2005)
- I Saw Her from Here / I Saw Here from Her (2007)
- The Rough and Rynge (2010)
- The Pitcher (2013)
- A Village: Natural Light (2016)
- Wild Hxmans (2018)
- About Love and Loving Again (2020)

Lieder
- Homeward Rolling Soldier (2002)
- Oh Night (2002)
- Portugal (2003)
- Drunken Hands (2005)
- Drag the Dirt in (2006)